# ميخائيل أبيل
ميخائيل أبيل (بالإنجليزية: Michael Abel)‏ هو سياسي أمريكي، ولد في 1950. حزبياً، نشط في الحزب الجمهوري.